# Лаза (Габалинский район)
Лаза (азерб. Laza; лезг. Лаццар) или Лацар — село в Габалинском районе Азербайджана.

## Этимология
Название села в переводе с лезгинского означает белые - "Лацар". Село основано выходцами из села Лаза Гусарского района.

## Расположение
Расположена Лаза на южном склоне Главного Кавказского хребта, на правом берегу реки Дамирапаранчай, в 8 км к северо-востоку от города Габала.

## Население
Село основано в 1799 году выходцами из одноимённого села Лаза, расположенного ныне в Гусарском районе Азербайджана. По данным Кавказского календаря на 1910 год, в селе Лаза Нухинского уезда Елизаветпольской губернии в 1908 году проживало 705 человек, указанных как «лезгины». По данным Кавказского календаря на 1912 год, в селе Лаза проживало 705 человек, в основном лезгин, указанных как «кюринцы».
По сведениям на 1 января 1933 года в Лазе насчитывалось 877 жителей (91 хозяйство). Национальный состав всего сельсовета включавшего сёла (Джигаталлы, Дурджа, Хамзали, Кюснет, Лаза, Мычыг, Куткашен - центр, Куткашендера) на 87,9 % состоял из тюрок.
В конце 70-х годов население села было смешанным, здесь проживали лезгины и азербайджанцы. В 1981 году в селе проживало 1174 человека. По данным 2004 года селение Лаза являлось практически чисто лезгинским и в нём было расположено 200 домов. По данным 2009 года в селе жило 1100 человек. Население ведет кочевой образ жизни, занимаясь скотоводством и перегоняя скот из кишлаков в эйлаги и обратно. Помимо этого население занимается земледелием. Говорят на куткашенском говоре лезгинского языка.

## Образование и культура
В селе расположена средняя общеобразовательная школа, клуб, библиотека и медицинский пункт.

## Достопримечательности
Неподалёку от села расположен водопад Мучуг высотой около 50 м.